# Skull and Bones (jeu vidéo)
Pour les articles homonymes, voir Skull and Bones (homonymie).
Skull and Bones est un jeu vidéo d'action-aventure développé par le studio Ubisoft Singapour et édité par Ubisoft sur  Microsoft Windows, Xbox Series, PlayStation 5 et Amazon Luna le 16 février 2024.

## Synopsis
Le jeu se situe dans l'âge d'or de la piraterie, dans une époque où une multitude de capitaines renégats dirigent les plus grandes flottes de guerre. Incarnant un pirate novice, le joueur part voguer sur les mers des Caraïbes jusqu'à l'océan Indien afin de devenir le plus grand pirate en surpassant ses adversaires et en formant la plus grande flotte de guerre. Les objectifs sont de devenir le Pirate Ultime, de prendre contrôle de routes commerciales, d'éliminer ses rivaux, de faire preuve de malice et de s'allier avec les plus grands pirates dans le but d'asseoir sa suprématie.

## Système de jeu
Prolongement des batailles navales d'Assassin's Creed IV: Black Flag, Skull and Bones est un jeu d'action-aventure multijoueur en vue objective. L'action se déroule en 1721. Le joueur incarne un capitaine pirate. Il peut naviguer seul ou en équipe sur l'océan Indien, et prendre part à des batailles navales. Il peut choisir la classe de son navire, et le personnaliser.
Le jeu propose notamment des batailles navales à 5 contre 5.

## Développement
Skull and Bones est développé par Ubisoft Singapour, studio ayant notamment travaillé sur Assassin's Creed Unity et Assassin's Creed IV: Black Flag, le studio s'était en particulier occupé des batailles navales du quatrième épisode. Le jeu est alors annoncé pour une sortie sur Xbox One, PlayStation 4 et Microsoft Windows, avec optimisation pour la Xbox One X et la PlayStation 4 Pro.
Le jeu est présenté lors de la conférence d'Ubisoft à l'E3 2017. Sa sortie est annoncée pour l'automne 2018. Un mois avant l'E3 2018, Ubisoft revient sur cette date, annonçant un report à 2020. La directrice créative du titre, Elisabeth Pellen, déclare cependant en septembre 2020 que le jeu est toujours activement en développement, mais que sa date de sortie a été repoussée indéfiniment. En juillet 2022, une présentation dédiée au jeu annonce la sortie du jeu au 8 novembre 2022 sur Microsoft Windows, PlayStation 5, Xbox Series et Google Stadia. En septembre 2022, Ubisoft annonce que le jeu est une nouvelle fois reporté pour le 9 mars 2023. Le 11 janvier 2023, Ubisoft annonce l'annulation de trois jeux qui n'avaient pas encore été révélés au grand public, et décale encore une fois la sortie du jeu sur un créneau plus large, entre avril 2023 et 2024 ; cela en fait l'un des jeux à grand budget les plus retardés de tous les temps. Une date est annoncée pour le 16 février 2024 lors des Game Awards 2023.

### Galerie artistique
- Ubisoft, « Art Blast », sur ArtStation, 22 août 2024 : recueil de concept arts et de bandes de démonstration du jeu fini.